# 出雲大社福岡分院
出雲大社福岡分院（いずもおおやしろ／たいしゃ　ふくおかぶんいん）は、福岡県福岡市西区にある神社。
「縁結びの神」、「福の神」として知られる出雲大社の祭神・大国主大神（おおくにのぬし の おおかみ）の分霊を祀る。
出雲大社教の一分院として明治12年に勧請。

## 来歴
- 明治28年（1895年）現在の福岡市中央区荒戸と大手門付近に勧請。
- 明治35年（1902年）境内地に私立福岡図書館（最盛時の蔵書は70.000冊超え）を設立。
- 昭和20年（1945年）6月 福岡大空襲で罹災し総ての建造物を焼失。
- 昭和48年（1973年）4月 福岡市西区今宿町に再建。

## 神事
- 1月1日 迎春祭
- 同日 元旦祭
- 1月2日～3日 新年祭
- 3月春分の日 先祖御霊祭
- 4月29日 分院例大祭
- 同日 奉納芸能祭
- 6月30日 大祓祭（古神札焼納祭）
- 8月7日～8日 出雲大社教夏季大祭参列
- 9月秋分の日 先祖御霊祭
- 12月31日 大祓祭（古神札焼納祭）
- 毎月7日(1月・8月を除く) 月次祭(つきなみさい)

## 交通
鉄道
- JR九州 筑肥線・今宿駅下車、徒歩約15分又はタクシー乗車約3分。
- 福岡市営地下鉄福岡空港駅から「唐津行き」又は「前原行き」乗車。途中姪浜駅乗換え。（所要時間は約30分～35分程度）
  - 運行本数の半分程度は、JR九州筑肥線との直通運転（相互乗り入れ線）。
- 西鉄大牟田線・西鉄福岡（天神）駅から福岡市営地下鉄に乗り換えＪＲ九州筑肥線・今宿駅下車。

車 
- 福岡都市高速道下りから西九州自動車道に入り高崎料金所を経て約1km過ぎ左側の今宿ランプを降りる。国道202号に合流し唐津方面に約300m走行すると左側の山手に見える。